# Goz Beïda
Goz Beïda (en árabe قوز بيضة) es una localidad de Chad, capital de la región de Sila y del departamento de Kimiti. Se encuentra situada en el Este del país, a 70 km de la frontera con la región sudanesa de Darfur. Debido a ello la población se ha visto afectada por el conflicto de Darfur, habiéndose convertido en un importante centro de refugiados.